# Tomasz Kobzdej
Tomasz Michał Kobzdej – polski dyplomata, urzędnik służby cywilnej oraz politolog; od 2022 ambasador RP w Mołdawii.

## Życiorys
Tomasz Kobzdej ukończył studia politologiczne na Uniwersytecie Warszawskim. Tamże w 2011 uzyskał stopień doktora nauk humanistycznych w dyscyplinie nauk o polityce, specjalność historia polskiej myśli politycznej, na podstawie napisanej pod kierunkiem Stanisława Filipowicza dysertacji Wizja Wielkiej Polski w myśli środowisk młodoendeckich i narodowo-radykalnych jako koncepcja geopolityczna. W późniejszym okresie ukończył kursy z zakresu polityki bezpieczeństwa w Genewskim Centrum Polityki Bezpieczeństwa, Europejskim Kolegium Bezpieczeństwa i Obrony oraz Bałtyckiej Akademii Obrony.
Pracował na UW jako nauczyciel akademicki, wykładając geografię polityczną oraz historię myśli politycznej. W 2005 został pełnomocnikiem prorektora UW ds. studenckich odpowiedzialnym za dostosowanie przepisów oraz praktyk uczelni do nowego Prawa o szkolnictwie wyższym. Równolegle pracował w administracji publicznej: w Agencji Rozwoju Przemysłu, w Kancelarii Prezesa Rady Ministrów. Po odbyciu aplikacji dyplomatyczno-konsularnej został pracownikiem Ministerstwa Spraw Zagranicznych. W latach 2007–2010 zajmował się polityką obronną UE w ramach Departamentu Polityki Bezpieczeństwa. Od 2010 do 2016 był w stopniu I radcy zastępcą ambasadora w Tallinnie, czasowo kierując nią jako chargé d’affaires. Z Tallinna powrócił do Departamentu Polityki Bezpieczeństwa, gdzie zajmował się nieproliferacją broni masowego rażenia. W latach 2017–2019 kierował zespołem ds. terroryzmu i regionalnej polityki bezpieczeństwa, m.in. reprezentując Polskę na forum OBWE oraz ONZ. W 2019 objął stanowisko zastępcy dyrektora Departamentu Azji i Pacyfiku MSZ odpowiedzialnego za Azję Wschodnią i Chiny. W 2022 został mianowany ambasadorem RP w Mołdawii. Placówkę objął 16 marca, a listy uwierzytelniające na ręce prezydent Mai Sandu złożył 28 kwietnia 2022.
Żonaty z Martą Kobzdej.